# Buddy Handleson
Buddy Handleson (Danville, 1 de novembro de 1999) é um ator norte-americano. É conhecido pelo seu papel de Henry Dillon na teen sitcom da Disney Channel, Shake It Up e  Wendell Bassett na série de comedia da  Nickelodeon, Wendell & Vinnie.

## Filmografia

### Filmes
| Ano  | Título                     | Papel             |
| ---- | -------------------------- | ----------------- |
| 2011 | Coming & Going             | Christopher Crump |
| 2012 | Shake It Up: Made In Japan | Henry Dillon      |
| 2012 | Bad Fairy                  | Rocco DiRizzo     |
| 2014 | Little Savages             | Vinny             |
| 2015 | Ho Ho Holiday Special      | Ele Mesmo         |

### Televisão
| Ano       | Título                     | Papel             | Notas                                                        |
| --------- | -------------------------- | ----------------- | ------------------------------------------------------------ |
| 2009      | Hannah Montana             | Boy               | Episódios: "Jake...Another Little Piece of My Heart"         |
| 2009      | Trauma                     | Lost Boy Jonah    | Episódios: "Masquerade"                                      |
| 2010      | 'Til Death                 | Timmy             | Episódios: "Dog Fight"                                       |
| 2010      | Sons of Tucson             | Gabe              | Episódios: "Golden Ticket"/"Kisses and Beads"                |
| 2010-2012 | Shake It Up                | Henry Dillon      | Recorrente (9 episódios)                                     |
| 2011      | Mr. Sunshine               | Timmy             | Episódios: "Lingerie Football"/"Family business"             |
| 2012      | Doc McStuffins             | Lucca (voz)       | Série de TV                                                  |
| 2013      | Wendell & Vinnie           | Wendell Bassett   | Principal                                                    |
| 2015-2016 | Bella e os Bulldogs        | Newt Van Der Rohe | Principal                                                    |
| 2017-2018 | Nicky, Ricky, Dicky & Dawn | Wally             | Episódios: "Quadpendence Day", "We'll Always Have Parasites" |
| 2019      | Sydney to the Max          | Gerald            | Episode: "The Parent Track"                                  |